# Varga Barnabás (vájár)
Varga Barnabás (1916–1997) Kossuth-díjas vájár, a Tatabányai Szénbányászati Tröszt XIV-es aknájának bányásza, sztahanovista.
Részt vett a sztahanovista mozgalomban. Kiemelték, 1951-ben propagandafüzettel népszerűsítették, 1948 és 1953 között a Szabad Nép című napilap munkaversennyel kapcsolatos cikkeiben 9 alkalommal szerepelt.
1950-ben megkapta a Kossuth-díj ezüst fokozatát, az indoklás szerint a „sztahanovista munkamódszereivel elért állandóan magas teljesítményéért”. 1970-ben a Felszabadulási Jubileumi Emlékéremmel díjazták.
1950 novemberében felszólalt az országos bányászértekezleten.
1997-ben halt meg Tatabányán. Az Újtelepi temetőben nyugszik.